# Cattedrale di Martin Lutero (Daugavpils)
La cattedrale di Martin Lutero (in lettone Daugavpils Mārtiņa Lutera evaņģēliski luteriskā baznīca) è la principale cattedrale protestante della città di Daugavpils. Si trova nel quartiere di Jaunbūve, sulla Collina delle Chiese (Baznīckalns), vicino alla Chiesa dell'Immacolata Concezione.

## Storia
La chiesa è stata costruita tra il 1892 ed il 1893 da Wilhelm Neumann (1849-1919) in stile neogotico per la comunità luterana tedesco-baltica. Si trova sulla "Collina delle chiese", dove sorgono quattro chiese di diverse denominazioni: Chiesa Luterana, la Chiesa cattolica della Immacolata Concezione, la Cattedrale ortodossa dei Santi Boris e Gleb e la chiesa dei Vecchi credenti.
La guglia della chiesa è stata bruciata durante i combattimenti della seconda guerra mondiale nel 1941 e la torre fu ricostruita poco dopo. La popolazione tedesco-baltica fu deportata e la chiesa fu trasformata in magazzino nel 1950, successivamente fu realizzato un secondo piano all'interno dell'edificio per ospitare un club di boxe. Un incendio distrusse il tetto il 29 dicembre 1987.
La chiesa è stata restituita al culto luterano nel dicembre del 1991 ed è stata restaurato grazie all'aiuto del comune. Il campanile alto 52 metri è stato ricostruito. Dal 2007 la chiesa serve come sede della diocesi luterana di Daugavpils, che comprende quarantasei parrocchie evangelico-luterane.